# KARA의 이중생활
《URAKARA》(우라카라)는 일본에서 2011년 1월 14일부터 4월 8일까지 방송된 텔레비전 드라마이다. 매주 금요일 24시 12분부터 24시 53분까지 TV 도쿄 드라마 24에서 방송됐다. 일본에서 2010년에 데뷔한 대한민국의 아이돌 카라가 주연이며, 한국에는 CJ 미디어(현 CJ E&M)의 케이블 채널 tvN에서 《KARA의 이중생활》이라는 제목으로 방송됐다.

## 등장 인물
- 규리 역 - 박규리
- 승연 역 - 한승연
- 니콜 역 - 정니콜
- 하라 역 - 故 구하라
- 지영 역 - 강지영
- 박사장 역 - 이호성
- 박사장 2호 역 - 마이크 한 (안드로이드. 카라의 소속사 신임 사장이다.)
- 간사이 노조미 역 - 하마다 마리 (카라의 매니저이다.)
- 수수께끼의 인물 - 누쿠미즈 요이치 (박사장 2호와 야마모토 등의 뒤에서 조종하며 카라에게 미녀스파이의 지령을 내리는 인물)

## 방송 목록
| 일본회차 | 한국어 번역(일본어 제목)                  | 일본 방송일     | 한국회차 | 한국 방송일     | 특별 출연            |
| -------- | ----------------------------------------- | --------------- | -------- | --------------- | -------------------- |
| 1        | 규리의 비밀 (ギュリの秘密)                | 2011년 1월 14일 | 1        | 2011년 1월 28일 | 나카무라 슌스케      |
| 2        | 하라의 약점 (ハラの弱点)                  | 2011년 1월 21일 | 2        | 2011년 2월 4일  | 기카와다 기사야      |
| 3        | 승연의 결단 (スンヨンの決断)              | 2011년 1월 28일 | 3        | 2011년 2월 11일 | 이사카 슌야          |
| 4        | 서울미션 (ソウル・ミッション)             | 2011년 2월 4일  | 4        | 2011년 2월 18일 |                      |
| 5        | 지영의 첫사랑 (ジヨンの初恋)              | 2011년 2월 11일 | 5        | 2011년 2월 25일 | 카토 케이스케 외 1인 |
| 6        | 숙소 집들이 (合宿所潜入)                  | 2011년 2월 18일 | 6        | 2011년 3월 18일 |                      |
| 7        | 니콜의 모험 (ニコルの冒険)                | 2011년 2월 25일 | 7        | 2011년 3월 4일  | 이시다 카구야        |
| 8        | 승연과 유령 (スンヨンと幽霊)              | 2011년 3월 4일  | 8        | 2011년 3월 11일 | 엔도 유야            |
| 9        | 규리의 내리사랑 (ギュリの親心)            | 2011년 3월 18일 | 9        | 2011년 4월 1일  | 히라이즈미 세이      |
| 10       | 하라의 깜짝 대작전 (ハラのドッキリ作戦)   | 2011년 3월 25일 | 10       | 2011년 4월 9일  |                      |
| 11       | 니콜의 텔레파시 (ニコルのテレパシー)      | 2011년 4월 1일  | 11       | 2011년 4월 16일 |                      |
| 12       | 지영과 별나라 왕자님 (ジヨンと星の王子様) | 2011년 4월 8일  | 12       | 2011년 4월 23일 |                      |